# Diana Zet
Diana Zet, född 20 juni 2016 på Furuby Gård utanför Enköping i Uppsala län, är en svensk varmblodig travhäst. Hon tränas av sin uppfödare och ägare Daniel Redén och körs av Örjan Kihlström.
Diana Zet började tävla i maj 2019 och tog sin första seger i debutloppet. Hon har till september 2020 sprungit in 9,1 miljoner kronor på 18 starter varav 10 segrar, 2 andraplats och 1 tredjeplats. Hon har tagit karriärens hittills största segrar i Svenskt Trav-Oaks (2019), Drottning Silvias Pokal (2020), Stochampionatet (2020) och Derbystoet (2020). Hon har även segrat i Margaretas Tidiga Unghästserie (2019).
För sitt framgångsrika 2019 blev hon en av fyra nominerade hästar till titeln "Årets 3-åring" vid Hästgalan. Hon förlorade utmärkelsen som istället vanns av Power.

## Statistik

### Större segrar
| År   | Lopp                           | Kusk            | Vinstbelopp   | Grupp   |
| ---- | ------------------------------ | --------------- | ------------- | ------- |
| 2019 | Svenskt Trav-Oaks              | Örjan Kihlström | 2 800 000 SEK | Grupp 1 |
| 2019 | Margaretas Tidiga Unghästserie | Örjan Kihlström | 300 000 SEK   | Grupp - |
| 2020 | Drottning Silvias Pokal        | Örjan Kihlström | 1 150 000 SEK | Grupp 1 |
| 2020 | Stochampionatet                | Örjan Kihlström | 1 200 000 SEK | Grupp 1 |
| 2020 | Derbystoet                     | Örjan Kihlström | 2 000 000 SEK | Grupp 1 |